# Schloss Aschach an der Donau

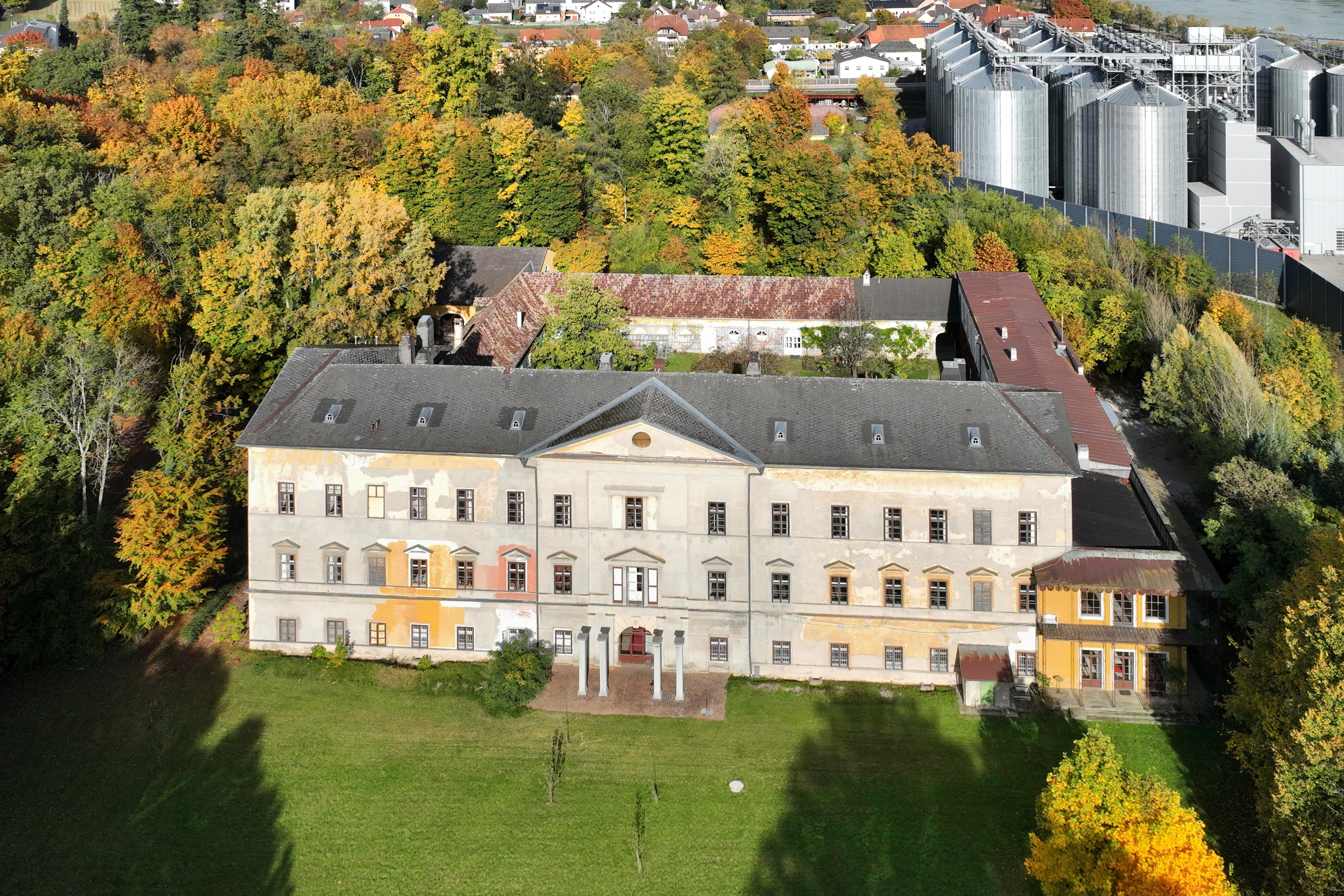
Schloss Aschach

Schloss Aschach an der Donau liegt am südlichen Ende der Gemeinde Aschach an der Donau, im Bezirk Eferding im oberösterreichischen Hausruckviertel, etwa 25 km westlich von Linz.

## Geschichte

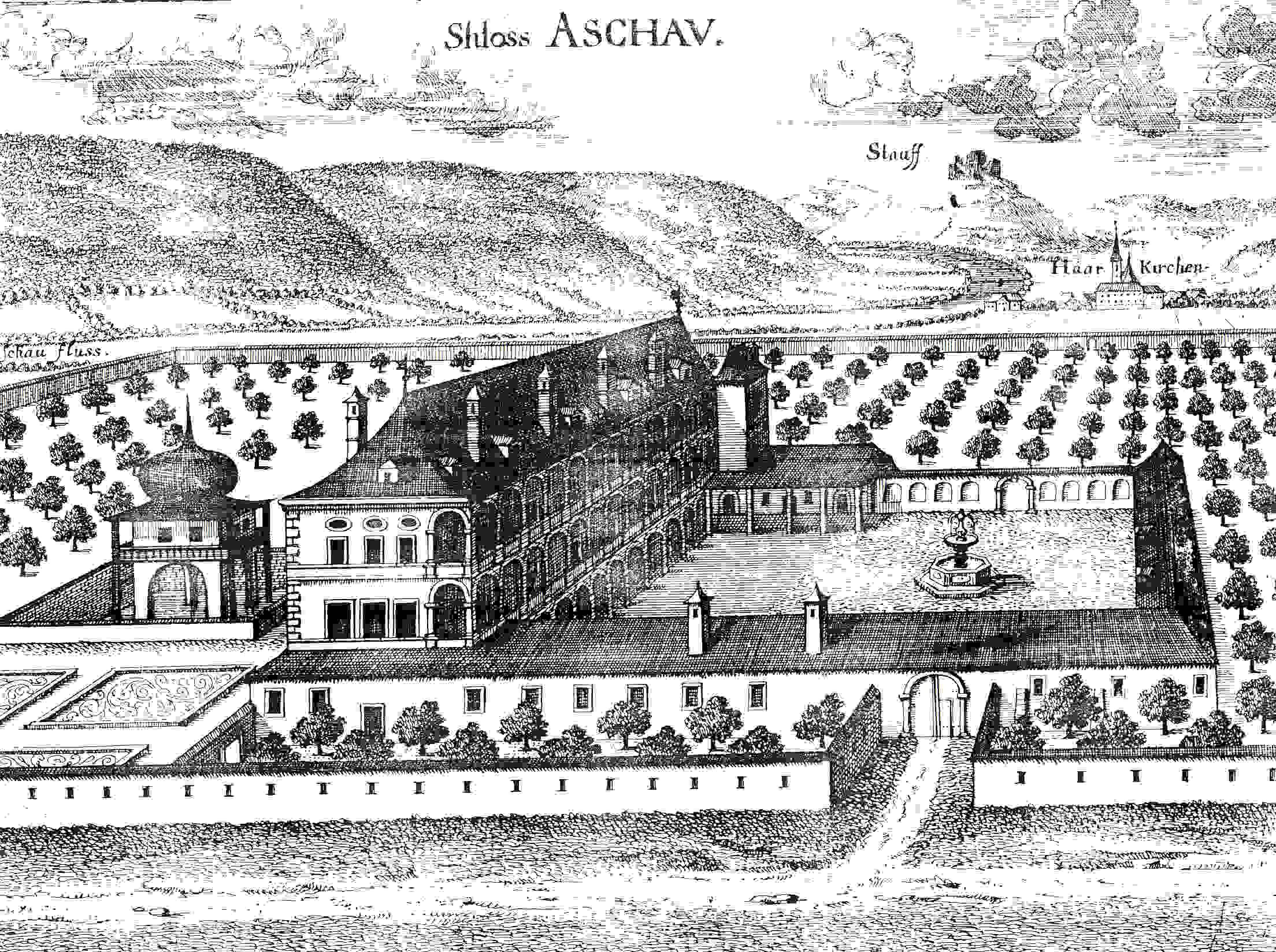
Schloss Aschau gegen Haarkirchen und Stauff nach einem Stich von Georg Matthäus Vischer von 1674

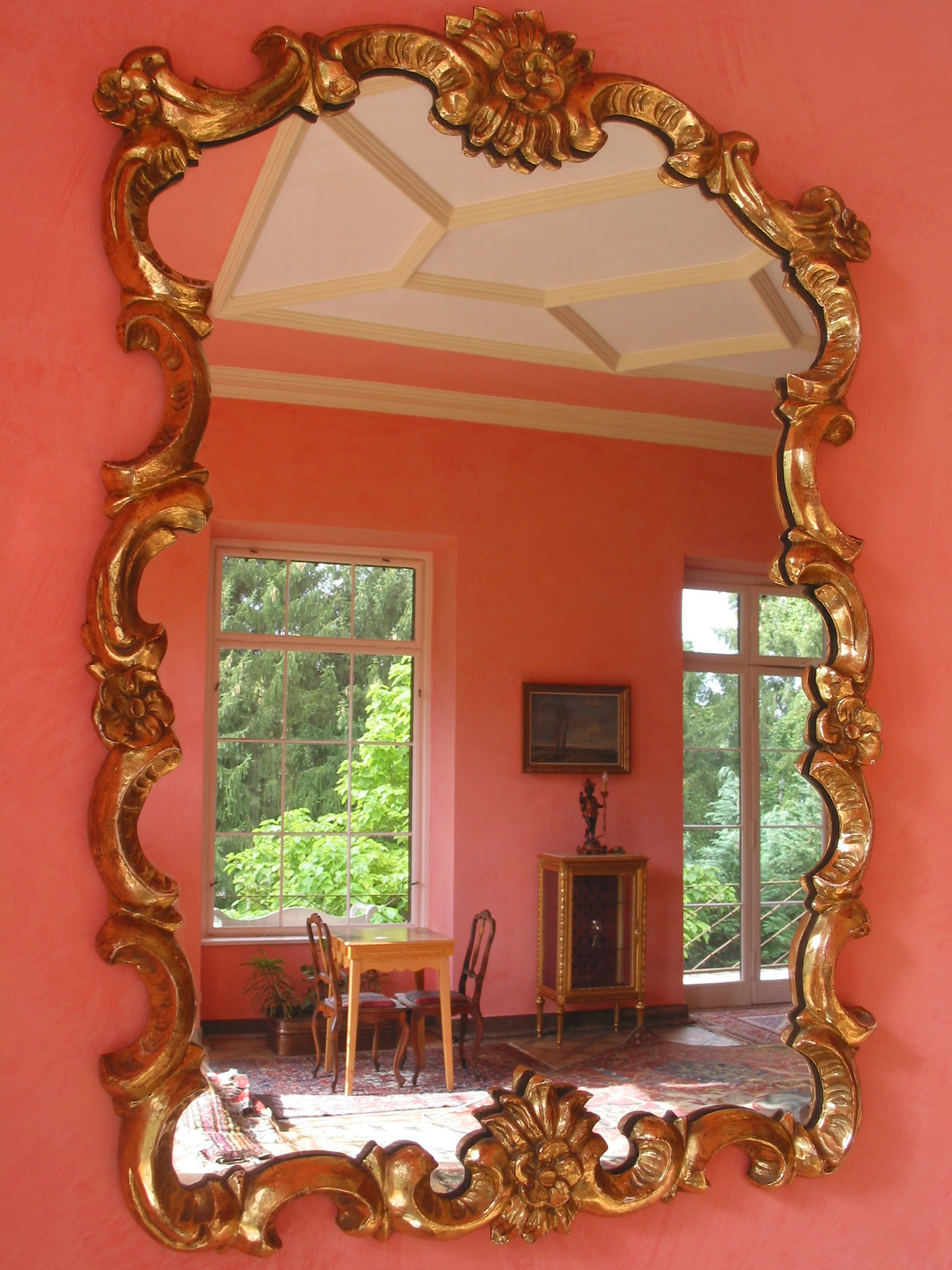
Die Räumlichkeiten wurden detailgetreu renoviert

Mit dem Aussterben der Schaunberger im Jahre 1559 fiel die Herrschaft Stauf sowie die Maut in Aschach an Wolfgang von Liechtenstein, jedoch zogen sich Erbschaftsstreitigkeiten bis 1572 (1574) hin. 1570 erwarb Wolfgang von Lichtenstein von dem Aschacher Mautpächter Hans von Miltenberg den Neuhof bei Aschach, da Burg Stauf zu dieser Zeit bereits „ausprunnen“, also abgebrannt, und ohne Brunnen und somit unbewohnbar geworden war. Von nun an hieß die Herrschaft Stauff zu Aschach. 1593 kam es zu einem Verkauf der Herrschaft an die Jörger, die 1606 mit dem Ausbau des Schlosses Aschach begannen. Im Jahre 1622 kam die Herrschaft, abermals durch Verkauf, an die Harrach, in deren Besitz Schloss Aschach bis 1959 blieb (Alice Gräfin Harrach heiratete im Jahre 1940 Karl Baron Dreihann-Holenia). Der nächste Besitzer des Schlosses Aschach war die Donaukraftwerk AG, die es 1966 an die OÖ Warenvermittlung verkaufte. 1987 erwarb Familie Gerstner das zu diesem Zeitpunkt bereits viele Jahre leer stehende, in desolatem Zustand befindliche Schloss und begann mit dessen schrittweiser, behutsamer Renovierung.

## Schlosspark
Schloss Aschach war ursprünglich von einem weitläufigen Park umgeben, der ab 1825 von dem gräflich Harrach’schen Gärtner Schanderer zu einem englischen Park umgestaltet wurde und einst zu den bemerkenswertesten englischen Parkanlagen Österreichs zählte.
Der Park hatte zwei Teile: Den um das Schloss selbst gelegenen Park, der für die Öffentlichkeit nicht zugänglich war und eine Größe von 14,05 Hektar hatte, und den Donaupark, der mit einer Größe von 13,30 Hektar der Bevölkerung offenstand. In beiden Teilen der Parkanlage befanden sich zahlreiche heimische als auch nicht heimische Bäume wie Fichten, Tannen, Kiefern, Zedern, Weimutskiefern, Eichen, Buchen, Birken, Linden, Eschen, aber auch Silberpappeln, Ulmen, Tulpenbäume und Trompetenbäume. An den Donaupark grenzte der Fasangarten mit einer Größe von 33,50 Hektar an. In ihm fanden alljährlich Jagden statt, anlässlich derer hohe Persönlichkeiten wie Erzherzog Franz Salvator, Prinz Luitpold von Bayern, Fürst Albert von Schaumburg-Lippe oder Kardinal Fürst Schwarzenberg Schloss Aschach besuchten.
Vom englischen Park des Schlosses Aschach ist heute nur mehr ein Teil, nämlich jener, der sich westlich des Schlosses befindet und im Privatbesitz der Familie Dreihann-Holenia ist, erhalten. Anstelle des sich zur Donau hin erstreckenden Teiles des Parks findet man heute das Firmengelände der Firma Garant, vormals OÖ Warenvermittlung.

## Architektur
Schloss Aschach besteht aus einem dreistöckigen Südflügel, aus einem zweistöckigen Ostflügel (Fürstenstöckl) und ebenerdigen Nord- und Westflügeln, die kunsthistorisch betrachtet von geringer Bedeutung sind. Die vier Flügel umschließen einen annähernd quadratischen Innenhof, die heutige Fassade des Schlosses geht im Wesentlichen auf den Umbau, der um 1825 stattfand, zurück. Bereits 1593 wird der Südflügel, das ursprüngliche Hauptgebäude des Schlosses, im Urbar der Herrschaft Aschach als „drei Gaden“ hoch bezeichnet. Die südliche, zum Park hin gelegene Fassade dieses Traktes ist 15-achsig und sehr schlicht gehalten. Die Fenster des ersten Geschoßes, über denen sich Dreiecksgiebel befinden, sind niedriger als jene des zweiten. In der Mitte befindet sich ein dreiachsiger Risalit mit Dreiecksgiebel. Die Ost- und Westseite des Südflügels sind vierachsig und werden ebenfalls von Dreiecksgiebeln bekrönt. Hofseitig befindet sich im Südflügel ein mit 1606 datiertes Portal. Ebenfalls hofseitig beherbergt der Südflügel Arkaden mit je elfeinhalb Jochen in allen drei Stockwerken; die Bogengänge werden von zwölf mächtigen Rundsäulen aus Granit gestützt und wurden erst nach dem Umbau des Schlosses im Jahre 1606, dessen Anlass die Vermählung von Karl Jörger zu Tollet mit Anna Hofman zu Grünbühel gewesen sein dürfte, auf jeden Fall aber noch vor 1650 errichtet.

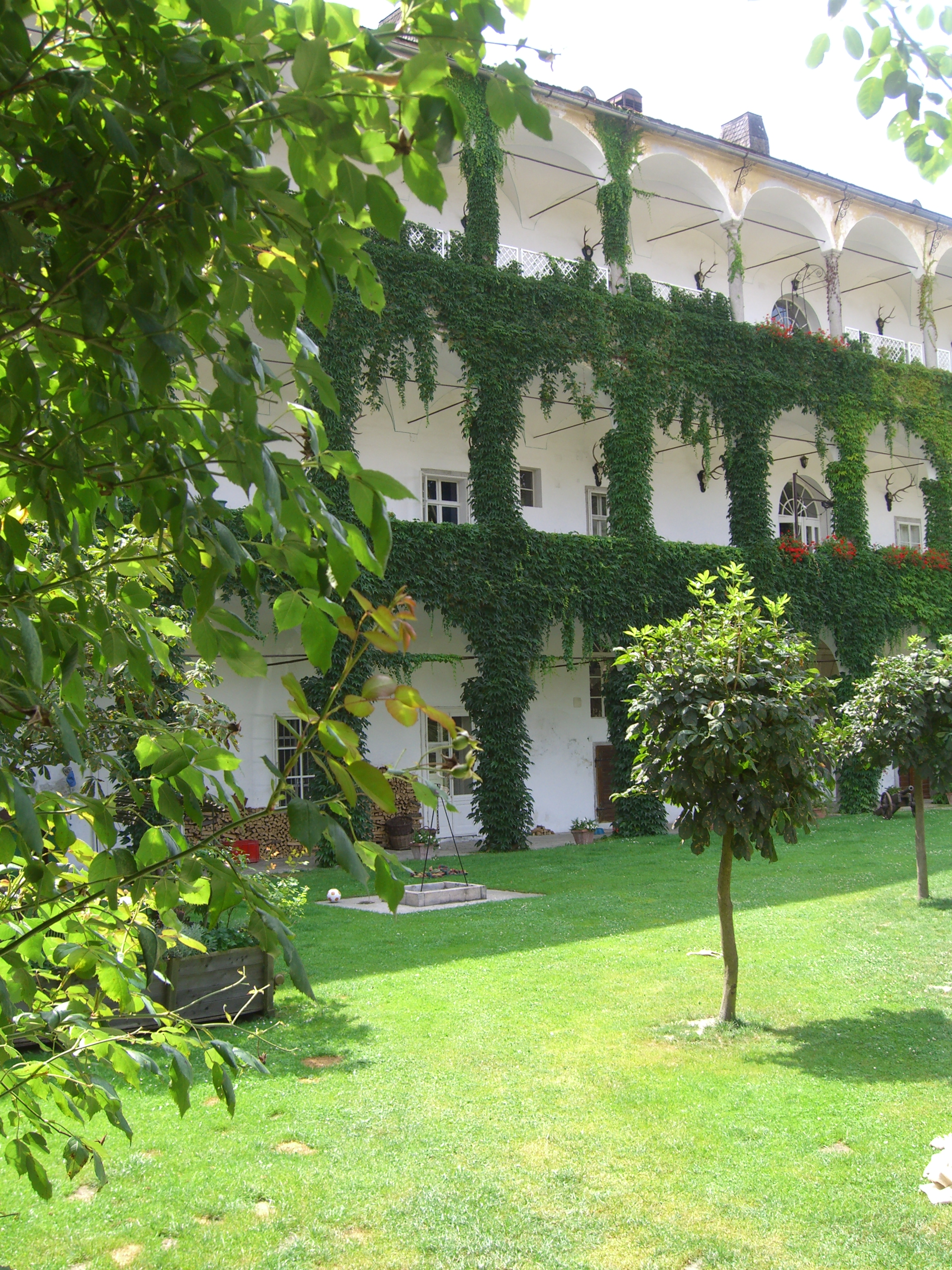
Innenhof mit dreistöckigen Arkadengängen

Der Ostflügel, das Fürstenstöckl von Schloss Aschach war ursprünglich ein ebenerdiges Nebengebäude, das in den Jahren 1709/10 von Johann Lukas von Hildebrandt umgebaut wurde. Der Auftraggeber war Graf Aloys Thomas Raimund von Harrach. Diesen Flügel bekrönte nach dem Umbau Hildebrandts in der Mitte ein Turm, in dessen Erdgeschoß sich die Haupteinfahrt ins Schloss befand. Ziel des Ausbaues dieses Flügels war es, dem Schloss eine prächtige Schauseite zur Donau hin zu geben.
Der eben erwähnte Turm wurde etwas mehr als hundert Jahren nach seiner Errichtung wieder abgetragen, da er baufällig geworden war. Heute ist die Fassade des Ostflügels äußerst schlicht gehalten: Sie ist zwölfachsig, Attika heben die drei Fensterachsen, die sich ungefähr in der Mitte befinden, hervor. Südseitig ist der Ostflügel mit dem Südflügel durch Terrassen verbunden, nordseitig ist er um einen dreiachsigen ebenerdigen Anbau erweitert. Dieser ebenerdige Anbau stellt ein Gegengewicht zu dem dreigeschoßigen Südflügel dar und zeigt, wie Erwin Hainisch schreibt, „… in vorzüglicher Weise das Streben der spätromantischen Baukunst nach asymmetrischer, aber wohlabgewogener Anordnung von Baugruppen“.

## Schlosskapelle

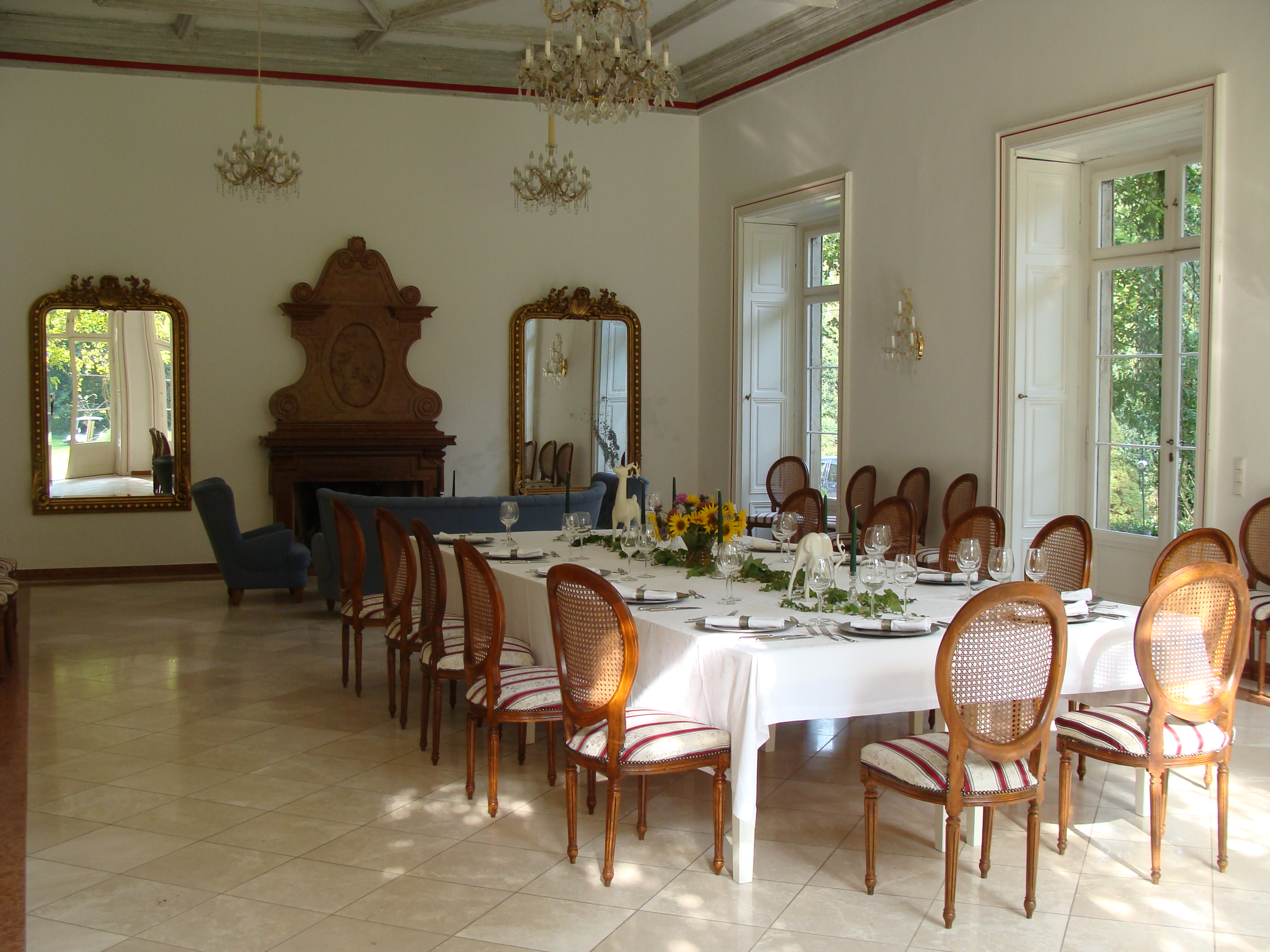
Festtafel im Marmorsaal

Die Schlosskapelle liegt am nördlichen Ende des Ostflügels. Es handelt sich bei ihr um einen tonnengewölbten, einschiffigen, dreijochigen Raum, der über beide Stockwerke geht und in dessen Obergeschoß sechs Fenster – auf jeder Seite drei – liegen. Ihnen entsprechend schneiden Stichkappen in das Gewölbe ein. Die drei Joche werden durch Gurtbögen, die auf Pilastern ruhen, geteilt.
Bis 1961 beherbergte die Schlosskapelle einen ab 1712 errichteten Hochaltar mit prächtigem Säulenaufbau nach dem Entwurf von Johann Lukas von Hildebrandt. Stifter des Altares war Fürsterzbischof von Salzburg Graf Franz Anton von Harrach. Das Hauptgemälde stellte Christus am Kreuz dar, das Aufsatzgemälde Gott Vater und den Heiligen Geist. Eine Zuordnung des Hauptgemäldes war, so Erwin Hainisch, „wegen des durch Restaurierung stark veränderten Aussehens nicht möglich“, das Aufsatzgemälde stellte eine „vorzügliche Arbeit von Georg Schmidt aus Krems (vor 1721)“ dar. Links und rechts des Hauptgemäldes standen auf Konsolen die Statuen des hl. Franziskus und des hl. Antonius, beiderseits des Aufsatzgemäldes knieten auf je einer Volute Engel. Auf der „Mensa von seltener Schönheit“, die zum Altar gehörte, stand ein Kreuz, eine „vorzügliche barocke Arbeit“ aus dem dritten Viertel des 17. Jahrhunderts. Der Altar wurde im Oktober 1961 um 200.000 Schilling verkauft und befindet sich heute in der Prandtauer Kirche in St. Pölten.

## Heutige Nutzung
Das Schloss ist größtenteils öffentlich zugänglich, dazu lädt der jährlich stattfindende Tag des offenen Denkmals ein. Die angebotenen Führungen beinhalten u. a. Marmorsaal, Redoutensäle, Sissy- und Kaisersuite, Zirbenstube, Saloon und Weinkeller.
Die großzügigen Säle werden für Ausstellungen, Theateraufführungen, Hochzeiten und Feste jeder Art genutzt.